# Påljungshage
Påljungshage är en småort i Helgona socken i Nyköpings kommun i Södermanlands län. Området ligger omedelbart nordost om Nyköping, invid E4:an.
Påljungshage var en småort redan år 1995 men förlorade sin status som småort år 2005. När den återfick statusen 2010 bytte SCB områdets småortskod.

## Etymologi
Namnet Påljungshage kommer från den inflyttade skotten Pål Jung (Paulus) som lät sina djur beta i hagen, därav namnet Påljungshage. Pål Ljung var en av traktens rikaste handelsmän i slutet av 1500-talet och i början av 1600-talet. Han handlade bland annat med varor till Svenska krigsmakten och Nyköpingshus.

## Historia

### Stenåldern
För 11 000 år sedan låg Påljungshage på havets botten. Det var inte förrän efter 5 000 år sedan då de högsta delarna av ytan började sticka ut som människan började använda sig av marken. De första spåren av mänsklig närvaro finns redan 6000 år tillbaka. Fiskare och säljägare hade sina lägerplatser vid naturhamnarna söder om området. Geologer har funnit olika stenredskap som slipstenar, malsten och även förkolnade sädeskorn som visar att säljägare och fiskare gick på fisketurer och säljakt regelbundet för 6000 år sedan.

### Bronsåldern
Innan Påljungshage blev en handelsplats var det tidigare ett gravfält. År 2007 hittade arkeologer runt 57 olika gravar och i mer än hälften av dem fanns det spår av kremerade människoben men det fanns även spår av får och getben.
Gravfältet har funnits där sedan bronsåldern och den äldsta graven är från 1100 - 900 f. Kr. Den yngsta graven som hittats är från 300 f. Kr., det vill säga den äldre delen av järnåldern. På norra delen fanns ett antal stensättningar med varierad karaktär och form, de flesta var runda men det fanns en stensättning som var rektangulär. Den omgavs av ett jordlager som var flera meter tjockt och innehöll skärvstenar. Det fanns bränd lera, skärvor och eldsprängda stenar som var 6-7 meter stora och uppbyggd kring ett större markfast stenblock. 

## Bildgalleri

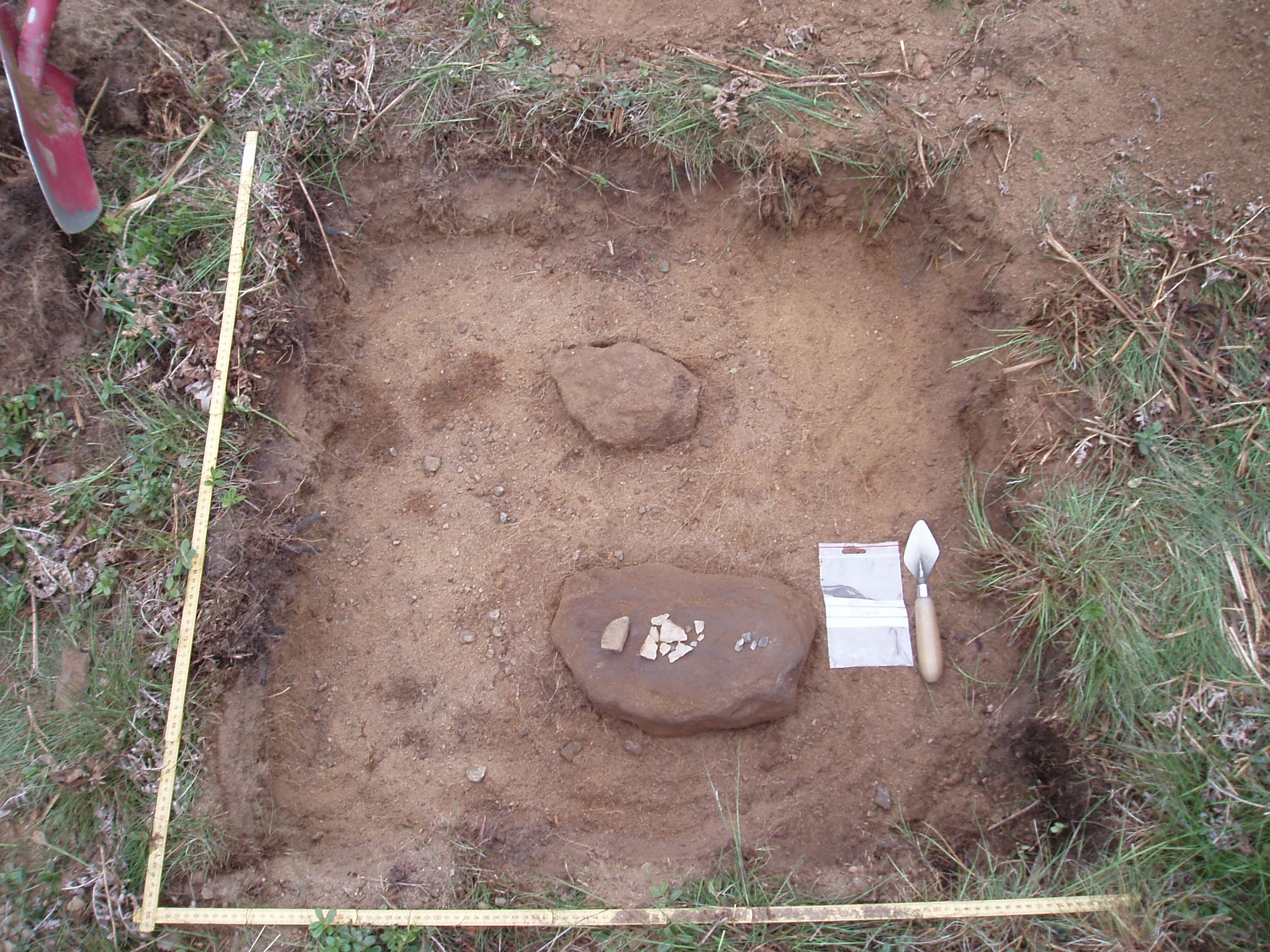
Fynd av flinta och kvarts från stenåldern på Påljungshagen.

## Pål Jungs Hage handelsplats
Nyköpings kommun tog ett beslut år 2005 om att ta över Påljungshage och sedan 2007 finns det butiker och restauranger som  City Gross, Flügger Färg, Jysk, Intersport, Max, Chop Chop, Rusta, Mio och Apotek Hjärtat. Nyköpings kommun har långsiktiga planer för  utvecklingen av området för mer handel, service och lättare industri.  